# Bourbon Street Beat
Bourbon Street Beat è una serie televisiva statunitense in 39 episodi trasmessi per la prima volta nel corso di una sola stagione dal 1959 al 1960.
È una serie poliziesca incentrata su un'agenzia di investigazioni. Dopo la conclusione della serie, il personaggio di Rex si trasferì alla serie Indirizzo permanente mentre il personaggio di Kenny Madison si spostò nello spin-off Surfside 6,

## Trama
Cal Calhoun, Rex Randolph e Kenny Madison lavorano in un'agenzia di investigazioni di New Orleans e cercano di risolvere i casi coadiuvati dalla loro segretaria, Melody Lee Mercer.

## Personaggi e interpreti

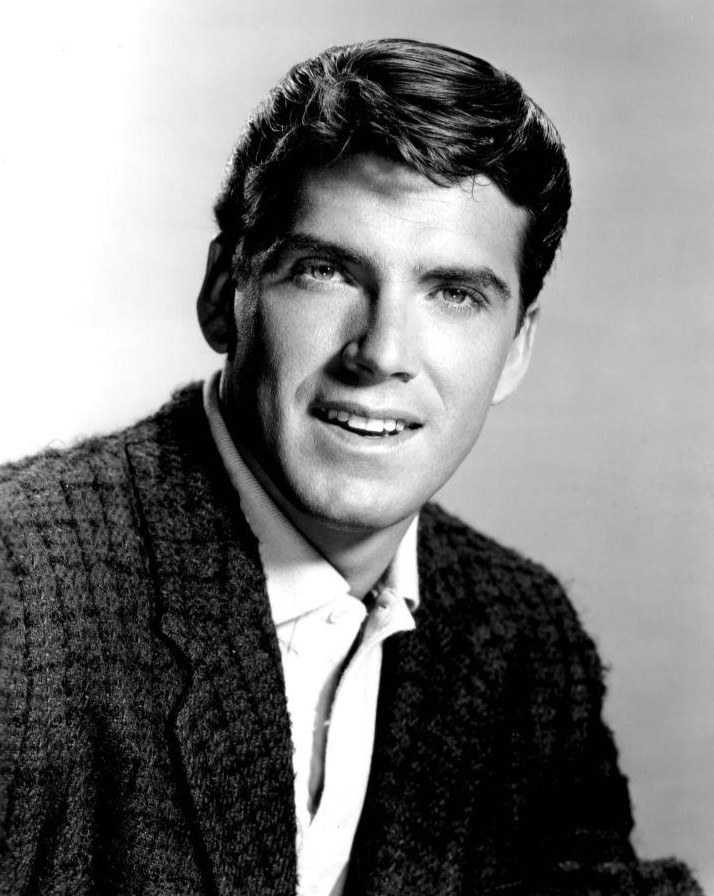
Van Williams nel ruolo di Kenny Madison in una foto pubblicitaria della serie.

- Kenny Madison (38 episodi, 1959-1960), interpretato da Van Williams.
- Cal Calhoun (37 episodi, 1959-1960), interpretato da Andrew Duggan.
- Rex Randolph (37 episodi, 1959-1960), interpretato da Richard Long.
- Melody Lee Mercer (23 episodi, 1959-1960), interpretata da Arlene Howell.
- The Baron (12 episodi, 1959-1960), interpretato da Eddie Cole.
- Tenente Gerard (7 episodi, 1959-1960), interpretato da James Chandler.
- Jay O'Hanlon (7 episodi, 1959-1960), interpretato da Tommy Farrell.
- Lusti Weather (4 episodi, 1959-1960), interpretata da Nita Talbot.
- Gail Morris (4 episodi, 1960), interpretata da Carolyn Komant.
- Poliziotto (4 episodi, 1959-1960), interpretato da Howard McLeod.
- Beauregard O'Hanlon (4 episodi, 1959), interpretato da Kelton Garwood.
- Christina (3 episodi, 1960), interpretata da Diane McBain.
- Frankie Mako (3 episodi, 1959-1960), interpretato da Robert J. Wilke.
- Frank Lacey (3 episodi, 1959-1960), interpretato da Robert Colbert.
- Dave (3 episodi, 1960), interpretato da Gary Conway.

## Produzione
La serie, ideata da Charles Hoffman, fu prodotta da Warner Bros. Television e girata negli studios della Warner Brothers a Burbank in California. Le musiche furono composte da Michael Heindorf, Howard Jackson, Frank Perkins, Paul Sawtell e Bert Shefter.

### Registi
Tra i registi sono accreditati:
- William J. Hole Jr. in 12 episodi (1959-1960)
- Leslie H. Martinson in 8 episodi (1959-1960)
- James V. Kern in 4 episodi (1959-1960)
- Reginald Le Borg in 4 episodi (1959)
- Charles R. Rondeau in 4 episodi (1960)
- Paul Henreid in 3 episodi (1959-1960)
- Robert B. Sinclair in 2 episodi (1960)

### Sceneggiatori
Tra gli sceneggiatori sono accreditati:
- W. Hermanos in 9 episodi (1960)
- Charles Hoffman in 5 episodi (1959-1960)
- Howard Browne in 3 episodi (1959-1960)
- Sig Herzig in 3 episodi (1959-1960)
- James Barnett in 2 episodi (1959-1960)
- Marie Baumer in 2 episodi (1959-1960)
- Irving Elman in 2 episodi (1959-1960)
- Al C. Ward in 2 episodi (1959-1960)
- William Spier in 2 episodi (1959)
- Doris Gilbert in 2 episodi (1960)
- Dean Riesner in 2 episodi (1960)

## Distribuzione
La serie fu trasmessa negli Stati Uniti dal 5 ottobre 1959 al 4 luglio 1960 sulla rete televisiva ABC.
Alcune delle uscite internazionali sono state:
- in Germania Ovest il 25 ottobre 1966 (New Orleans, Bourbon Street)
- in Spagna (Burbon Street)

## Episodi
| Stagione       | Episodi | Prima TV USA |
| -------------- | ------- | ------------ |
| Prima stagione | 39      | 1959-1960    |